# Fanlo
Fanlo község Spanyolországban, Huesca tartományban. Fanlo Bielsa, Puértolas, Boltaña, Fiscal, Broto, Torla-Ordesa és Gavarnie-Gèdre községekkel határos. Lakosainak száma 118 fő (2024).

## Nevezetességek
Fanlo egyike annak a hat községnek, amelyek közigazgatási területén osztozik az Ordesa és Monte Perdido Nemzeti Park.

## Népesség
A település népessége az utóbbi években az alábbiak szerint változott:
| Lakosok száma | 191  | 172  | 170  | 149  | 132  | 118  | 107  | 101  | 103  | 118  |
|               | 2001 | 2004 | 2006 | 2009 | 2011 | 2014 | 2016 | 2019 | 2021 | 2024 |